# Rue des Augustins (Lyon)
Pour les articles homonymes, voir Rue des Augustins.
La rue des Augustins est une voie du quartier Saint-Vincent dans le 1er arrondissement de Lyon, en France. Cette voie attestée depuis 1740 ne doit pas être confondue avec une éphémère et autre « rue des Augustins » attestée dans la bibliographie dans le 4e arrondissement pour la seule année 1853 en lien avec une aussi éphémère place des Augustins attestée cette seule et même année.

## Situation et accès
La rue débute sur le quai Saint-Vincent, elle est ensuite traversée par la rue Hippolyte-Flandrinet se termine Place Tobie-Robatel avec une circulation qui se fait dans le sens de la numérotation et à double-sens cyclable. La rue Grobon commence sur cette voie.

## Origine du nom
Le nom de la rue vient du nom des membres de l'ordre de Saint-Augustin appelés ermites de Saint-Augustin sous l'ancien régime et grands-augustins à Lyon.

## Historique
Les ermites de saint Augustin s'installent à Lyon au commencement du XIVe siècle. Dès le début de l’imprimerie, ces religieux sont auteurs des premiers livres des presses lyonnaises. Plus de cinquante ans avant Martin Luther, deux frères augustins, Pierre Farget et Julien Macho, font paraître une bible en langue vernaculaire à partir de la traduction de Guyart des Moulins grâce à l'imprimeur Barthélemy Buyer (1433-1485).
Les augustins inaugurent aussi les pièces de théâtre appelées mystères avec la confrérie de la Passion. En 1493, lors du passage à Lyon de Charles VIII et Anne de Bretagne, la confrérie joue la vie de sainte Madeleine. En 1506, cette même confrérie joue la vie de saint Nicolas de Tolentino.
La rue des Augustins est ouverte en 1658 sur une partie du domaine des religieux. Elle a d'abord le nom de rue Saint-Augustin comme l'indique encore le nom inscrit dans la pierre à l’angle de la rue Grobon. La Révolution les chasse de leur couvent, qui devient l'école de la Martinière pour garçons en 1831 (Lycée La Martinière Diderot).